# Chrysotus degener
Chrysotus degener är en tvåvingeart som beskrevs av Frey 1917. Chrysotus degener ingår i släktet Chrysotus och familjen styltflugor. Inga underarter finns listade i Catalogue of Life.